# Rifugio Vioz
Das Rifugio Vioz – „Mantova“ oder Rifugio Mantova al Vioz bzw. nur Rifugio Vioz (deutsch Viozhütte) ist eine Schutzhütte der Società degli Alpinisti Tridentini (SAT).

## Lage und Umgebung
Das Rifugio Vioz liegt im Gemeindegebiet von Peio in der Provinz Trient auf 3535 m s.l.m. und ist damit nach dem Rifugio Marco e Rosa (3609 m s.l.m.) am Piz Bernina die zweithöchste Schutzhütte der Ostalpen.
Sie befindet sich nur wenige Meter unterhalb des Gipfels des Monte Vioz am Ortler-Hauptkamm im Nationalpark Stilfserjoch. Unmittelbar neben dem Rifugio steht eine kleine zwischen 1947 und 1948 errichtete Kapelle, die dem Heiligen Bernhard von Menthon, Schutzpatron der Bergsteiger, sowie den Gefallenen aller Kriege geweiht ist.
Eine gute halbe Stunde vom Rifugio Vioz entfernt liegt an der Punta Linke (dt. linke Spitze), eine von Archäologen aus Schnee und Eis befreite Seilbahnstation der österreichisch-ungarische Armee. Die Fundstätte zählt zu den bedeutendsten Zeugnisse des zwischen 1915 und 1918 ausgetragenen Gebirgskrieges und kann seit 2014 in den Sommermonaten Juli und August besichtigt werden.

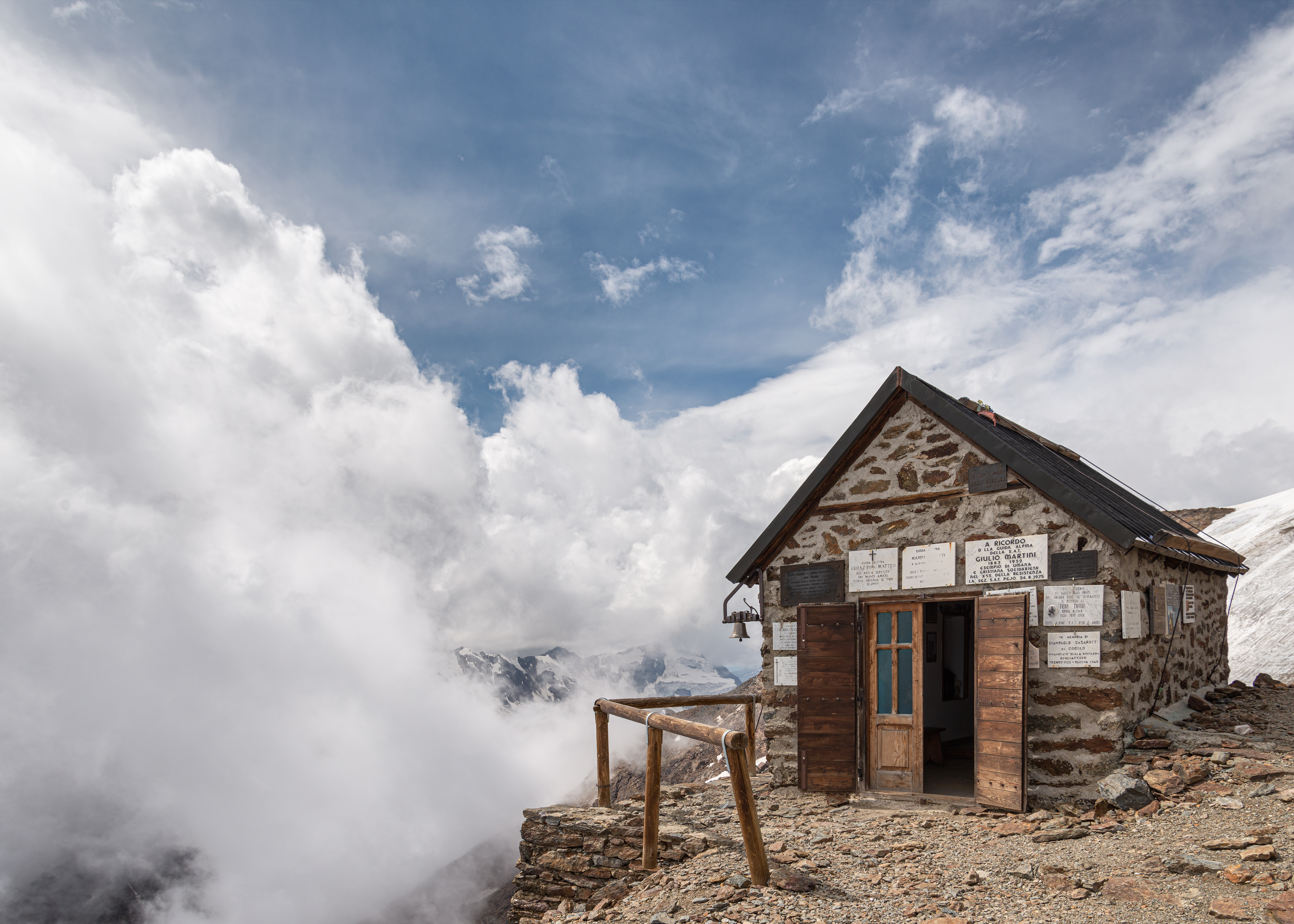
Kapelle am Rifugio Vioz

## Geschichte
Die erste Schutzhütte auf dem Monte Vioz wurde 1908 von der SAT errichtet und trug den Namen Rifugio Mantova. Sie lag unterhalb des Monte Taviela auf den Crozzi Taviela zwischen dem Val de Vioz und dem Val Taviala auf 2985 m s.l.m., an der Stelle, an der sich heute die Bergstation der Seilbahn Peio 3000 befindet. Diese Hütte wurde im Ersten Weltkrieg zerstört und nicht wieder aufgebaut. Die Ruinen sind heute noch neben der Bergstation zu sehen.
1909 begann die Sektion Halle/Saale des DuOeAV ebenfalls eine Schutzhütte auf dem Monte Vioz zu errichten, und zwar an der Stelle, an der sich auch der heutige Bau befindet. Diese konnte schließlich 1911 eingeweiht werden. Versorgt wurde die Hütte bereits damals über eine einfache mit Handaufzug betriebene Seilbahn.
Im Ersten Weltkrieg war die Hütte von der österreichisch-ungarischen Armee besetzt und Sitz des Abschnittskommandos. Nach Ende des Krieges ging sie erst an den italienischen Staat über, der sie 1921 der SAT anvertraute und in deren Besitz sie 1947 überging. Die SAT ergänzte 1921 den Namen mit dem Zusatz Mantova in Erinnerung an die im Krieg zerstörte SAT-Hütte.
Nachdem das Rifugio bereits 1971 komplett renoviert worden war, stand Anfang der 1990er im Gespräch die Hütte an niedrigerer und leichter zu erreichender Stelle neu zu errichten. Dieser Vorschlag fand aber am Ende nicht die Zustimmung der SAT. Diese entschloss sich vielmehr das bestehende Gebäude vollständig unter Berücksichtigung nachhaltiger und umweltschonender Techniken zu sanieren. Diese neue Schutzhütte konnte nach vier Jahren Bauzeit schließlich 1996 eingeweiht werden.

## Zugänge
- Von Peio, 1173 m ⊙ auf Weg 105 (6 Stunden)
- Vom Doss dei Gembri, 2315 m ⊙ auf Weg 105 (4 Stunden)
- Von der Bergstation Peio 3000, 3000 m ⊙ auf Weg 138, dann über nicht nummerierten aber markierten Weg zum Weg 105 (2 Stunden 45 Minuten)

## Nachbarhütten und Übergänge
- Zum Rifugio Gianni Casati, 3254 m ⊙ in 8 bis 10 Stunden
- Zum Rifugio Cevedale Guido Larcher, 2608 m ⊙ in 8 bis 10 Stunden
- Zum Colle degli Orsi (Biwak Meneghello), 3440 m ⊙ in 6 Stunden
- Zum Rifugio Cesare Branca, 2487 m ⊙ in 3 Stunden 30 Minuten

## Gipfelbesteigungen
- Monte Vioz, 3645 m ⊙ 15-20 Minuten
- Punta Linke, 3632 m ⊙ 30-40 Minuten